# 香曽我部慧子
香曽我部 慧子（こうそかべ けいこ、1927年-）は、日本の画家である。

## 経歴
岡山県生まれ。山陽高等女学校 (現山陽女学園中等部・高等部)卒業後、戸田英二のもとで師事した。女流画家協会会員。女流展受賞2回。